# Орельяно, Лука
Лука Николас Орельяно (исп. Luca Nicolás Orellano; род. 22 марта 2000, Морено, Аргентина) — аргентинский футболист, полузащитник клуба «Васко да Гама», выступающий на правах аренды за клуб «Цинциннати».

## Клубная карьера
Орельяно — воспитанник клуба «Велес Сарсфилд». 25 ноября 2018 года в матче против «Унион Санта-Фе» он дебютировал в аргентинской Примере. 8 ноября 2020 года в поединке против «Химнасии Ла-Плата» Лука забил свой первый гол за «Велес Сарсфилд». 16 декабря в матче Южноамериканского кубка против чилийского «Универсидад Католика» он отметился забитым мячом. 5 мая 2021 года в поединке Кубка Либертадорес против «Унион Ла-Калера» Орельяно забил гол.
13 января 2023 года Орельяно перешёл в бразильский «Васко да Гама», подписав контракт до декабря 2025 года. По сведениям прессы, «Васко да Гама» выплатил «Велес Сарсфилду» 4 млн долларов (около 20,7 млн реалов) за 60 % прав игрока, и в будущем мог приобрести ещё 25 % его прав в случае достижения им определённых показателей за дополнительные 2 млн долларов.
23 февраля 2024 года Орельяно был арендован клубом MLS «Цинциннати» до конца сезона 2024 с опцией выкупа. В североамериканской лиге он дебютировал 25 февраля в матче стартового тура сезона 2024 против «Торонто».